# 66652 Borasisi
66652 Borasisi é um objeto transnetuniano binário que está localizado no cinturão de Kuiper, uma região do Sistema Solar. Este corpo celeste é classificado como um provável cubewano. Ele possui uma magnitude absoluta de 5,9 e tem um diâmetro estimado com cerca de 126 km. Este objeto é um sistema binário, o outro componente, Pabu, possui um diâmetro estimado em cerca de 103 km.

## Descoberta
66652 Borasisi foi descoberto no dia 8 de setembro de 1999 por Chad Trujillo, Jane X. Luu e David C. Jewitt e identificado como um sistema binário, em 23 de abril de 2003, por K. Noll e colegas usando o Telescópio Espacial Hubble.

## Nome
Este corpo celeste recebeu o nome de Borasisi, que é a denominação de uma divindade ficcional retirada da novela Cat’s Cradle de 1963, do escritor Kurt Vonnegut. No livro, Borasisi é o Sol e Pabu é o nome da Lua:
Borasisi, o sol, e sua companheira Pabu, a lua, que em seus braços esperava que Pabu teria com ele um filho de fogo. Mas pobre Pabu deu à luz um filho frio. Então Pabu decidiu ir embora, e ela foi viver com seu filho favorito, que era a Terra.

## Órbita
A órbita de 66652 Borasisi tem uma excentricidade de 0,086 e possui um semieixo maior de 43,575 UA. O seu periélio leva o mesmo a uma distância de 39,827 UA em relação ao Sol e seu afélio a 47,323 UA.

## Satélite

Ilustração esquemática de dois corpos com massa semelhante em órbita em torno de um baricentro comum (cruz vermelha) com órbitas elípticas. Borasisi e Pabu deve interagir de forma semelhante.

Foi descoberto em 2003 que 66652 Borasisi é um objeto binário com os componentes de tamanho comparável (cerca de 120–180 km) que orbitam o baricentro em órbita moderadamente elíptica. A massa total do sistema é de cerca de 3,4 x 1018 kg.
O companheiro (66652) Borasisi I, nomeado de Pabu orbita o primário em 46,2888 ± 0,0018 dia em uma órbita com semieixo maior de 4528 ± 12 km e excentricidade de 0,4700 ± 0,0018. A órbita está inclinada em relação à observação em cerca de 54° o que significa que é cerca de 35° a partir da posição do polo.

## Exploração
Por volta de 2005 Borasisi foi considerado como um alvo para a proposta da New Horizons 2, que faria um sobrevoo de Tritão/Netuno.